# Josinaldo Pereira de Lima
Padre Josinaldo Pereira de Lima, (Santa Cruz, 12 de agosto de 1977) é um sacerdote católico e professor universitário brasileiro. Atualmente assume a função de  Pároco  da  Paróquia São João Bosco   , Cajazeiras. Desde janeiro de 2020 assume também a função de diretor-geral da Faculdade Católica da Paraíba . 